# Cindy Sember
Cindy Sember, właśc. Cynthia Nonyelum Sember, z domu Ofili (ur. 5 sierpnia 1994 w Ypsilanti) – brytyjska lekkoatletka specjalizująca się w sprinterskich biegach przez płotki. Do końca 2013 roku reprezentowała Stany Zjednoczone.
W 2015 osiągnęła półfinał biegu na 110 metrów przez płotki podczas mistrzostw świata w Pekinie. Rok później zajęła 4. miejsce na igrzyskach olimpijskich w Rio de Janeiro.
Stawała na podium mistrzostw Wielkiej Brytanii. Złota medalistka mistrzostw NCAA.
Jej starszą siostrą jest Tiffany Porter – medalistka mistrzostw świata oraz rekordzistka Wielkiej Brytanii w biegu na 100 metrów przez płotki.

## Osiągnięcia
| Rok  | Impreza                                 | Miejsce        | Konkurencja                | Lokata     | Wynik (s) | Reprezentacja |
| ---- | --------------------------------------- | -------------- | -------------------------- | ---------- | --------- | ------------- |
| 2015 | Mistrzostwa świata                      | Pekin          | bieg na 100 m przez płotki | półfinał   | 12,91     | GBR           |
| 2016 | Igrzyska olimpijskie                    | Rio de Janeiro | bieg na 100 m przez płotki | 4. miejsce | 12,63     | GBR           |
| 2019 | Mistrzostwa świata                      | Doha           | bieg na 100 m przez płotki | półfinał   | 12,95     | GBR           |
| 2019 | Superliga drużynowych mistrzostw Europy | Bydgoszcz      | bieg na 100 m przez płotki | 4. miejsce | 13,12     | GBR           |
| 2021 | Halowe mistrzostwa Europy               | Toruń          | bieg na 60 m przez płotki  | 2. miejsce | 7,89      | GBR           |
| 2021 | Igrzyska olimpijskie                    | Tokio          | bieg na 100 m przez płotki | półfinał   | 12,76     | GBR           |
| 2022 | Mistrzostwa świata                      | Eugene         | bieg na 100 m przez płotki | 5. miejsce | 12,38w    | GBR           |
| 2022 | Igrzyska Wspólnoty Narodów              | Birmingham     | bieg na 100 m przez płotki | 3. miejsce | 12,59     | ENG           |
| 2022 | Mistrzostwa Europy                      | Monachium      | bieg na 100 m przez płotki | 8. miejsce | 13,16     | GBR           |
| 2023 | Mistrzostwa świata                      | Budapeszt      | bieg na 100 m przez płotki | półfinał   | 12,97     | GBR           |
| 2024 | Halowe mistrzostwa świata               | Glasgow        | bieg na 60 m przez płotki  | 7. miejsce | 7,92      | GBR           |
| 2024 | Mistrzostwa Europy                      | Rzym           | bieg na 100 m przez płotki | 4. miejsce | 12,56     | GBR           |
| 2024 | Igrzyska olimpijskie                    | Paryż          | bieg na 100 m przez płotki | półfinał   | DNF       | GBR           |

## Rekordy życiowe
- bieg na 60 metrów przez płotki (hala) – 7,89 (12 marca 2016, Birmingham)
- bieg na 100 metrów przez płotki – 12,50 (24 lipca 2022, Eugene) / 12,38w (24 lipca 2022, Eugene)